# Палеђо (Лука)
Палеђо је насеље у Италији у округу Лука, региону Тоскана.
Према процени из 2016. у насељу је живело 150 становника. Насеље се налази на надморској висини од 331 м.